# ᵄ
Cette page contient des caractères spéciaux ou non latins. S’ils s’affichent mal (▯, ?, etc.), consultez la page d’aide Unicode.
ᵄ, appelée a culbuté en exposant, a culbuté supérieur ou lettre modificative a culbuté, est un symbole phonétique utilisé dans l’alphabet phonétique ouralique ou certaines variantes non standard de l’alphabet phonétique international. Il est formé de la lettre ɐ mise en exposant.

## Utilisation
Dans certaines variantes de l’alphabet phonétique international non standard, l’a culbuté en exposant est utilisé pour représenter des diphtongues. En 1968, Thomas Gay recommande d’utiliser le symbole en exposant pour la deuxième partie mineure des diphtongues.

## Représentations informatiques
La lettre modificative a culbuté peut être représenté avec les caractères Unicode suivants (Extensions phonétiques) :
| formes       | représentations | chaînes de caractères | points de code | descriptions                            | note                            |
| ------------ | --------------- | --------------------- | -------------- | --------------------------------------- | ------------------------------- |
| modificative | ᵄ               | ᵄ                     | U+1D44         | lettre modificative minuscule a culbuté | codé pour le symbole phonétique |